# Unió Islàmica Turcman
La Unió Islàmica Turcmana és un partit polític turcman de l'Iraq de caràcter religiós islamista, fundat i dirigit per Jasim Mohammed Jaafar un enginyer llicenciat a la Universitat de Salahaddin. Fou la principal organització islamista dels turcmans. El 1980 es va aliar al partit xiïta Dawa, favorables als iranians. El 1981 Jaafar fou condemnat a mort pel govern del Partit Baas i va fugir al Kurdistan Iraquià. El partit es va dividir en dues parts, una que va romandre aliada al Partit Dawa i una altra que se'n va separar i va fundar el Moviment Islàmic Turcman. Posteriorment el dirigent va passar a ser Abbas Al-Byati que ho era el 2009.